# Pharaphodius cornix
Pharaphodius cornix är en skalbaggsart som beskrevs av Vladimir Balthasar 1933. Pharaphodius cornix ingår i släktet Pharaphodius och familjen Aphodiidae. Inga underarter finns listade i Catalogue of Life.